# Novokubansk
Novokubansk (rusky Новокубанск) je město v Krasnodarském kraji v Ruské federaci. Při sčítání lidu v roce 2010 měl bezmála pětatřicet tisíc obyvatel.

## Poloha a doprava
Novokubansk leží v Předkavkazí na levém, západním břehu Kubáně v úmoří Azovského moře. Od Krasnodaru, správního střediska kraje, je Novokubansk vzdálen přibližně dvě stě kilometrů východně. Z krajských metropolí je výrazně blíže Stavropol, správního středisko sousedního Stavropolského kraje, který je vzdálen od Novokubansku jen zhruba šedesát kilometrů východně. A nejbližší větší město je Armavir ležící jen dvanáct kilometrů jižně.
Novokubansk má nádraží Kubanskaja na hlavní železniční trati z Rostova na Donu do Něvinnomyssku a Miněralnych Vod. Jeho západním okrajem také prochází dálnice R217 „Kavkaz“, která vede od obce Pavlovskaja ležící nedaleko Rostova na Donu přes Miněralnyje Vody, Beslan, Nazraň, Grozný a Machačkalu až do Magaramkentu na ázebájdžánsko-ruské státní hranici.

## Kultura
V rámci správního členění ruské pravoslavné církve je Novokubansk součástí armavirské eparchie.

## Dějiny
Obec zde založili pod jménem Kubanskoje (Кубанское) v roce 1867 vysloužilí kozáčtí vojáci. Od roku 1875 má železniční spojení. Ke konci 19. století získala status stanice s jménem Novokubanskaja. V roce 1939 získala severně ležící stanice Chutorok status sídla městského typu a v roce 1961 je přejmenována na Novokubanskij. Sloučením obou sídel v roce 1966 vzniklo město nazvané Novokubansk.
V červnu 2002 byl Novokubansk zasažen záplavami. Po protržení hráze přesáhla hladina vody ve městě 2 metry a podle oficiálních údajů zemřelo asi 60 obyvatel města.

### Rodáci
- Irina Zabludinová (* 1987) – judistka
- Vjačeslav Andrejevič Jakimov (* 1998) – fotbalista